# Morten Nordstrand
Morten Nordstrand Nielsen (Hundested, 8 giugno 1983) è un ex calciatore danese, di ruolo attaccante, preparatore individuale attaccanti dell'Under-19 del Copenaghen.

## Caratteristiche tecniche
Punta centrale, poteva essere impiegato anche nel ruolo di ala o seconda punta.

## Carriera

### Giocatore

#### Club
Cresciuto nelle file del Lyngby, ha debuttato in prima squadra nel 2001. Ha militato nelle file del Lyngby per cinque stagioni, contribuendo con le proprie reti alla risalita del club dopo il fallimento nella stagione 2001-2002. In particolare, è stato capocannoniere della 2. Division nella stagione 2004-2005 (con 22 reti) e della 1. Division nella stagione 2005-2006 (con 29 reti in altrettante presenze). Nel 2006 è passato al Nordsjælland. Dopo una stagione in cui ha totalizzato 33 presenze e 19 reti in campionato, il 6 luglio 2007 si è trasferito a titolo definitivo al Copenaghen. Dopo due stagioni nelle file del Copenaghen, il 1º settembre 2009 si è trasferito in prestito al Groningen, club olandese. Rientrato al Copenaghen al termine della stagione, ha giocato la prima parte della stagione 2010-2011 nelle file dei Løverne. Il 28 gennaio 2011 si è trasferito in prestito al Nordsjælland. Rientrato al Copenaghen al termine della stagione, vi ha militato per tutta la stagione 2011-2012, totalizzando 30 presenze e 4 reti. Il 1º luglio 2012 si è trasferito a parametro zero al Nordsjælland, tornando così nel club giallorosso per la terza volta in carriera. La terza esperienza nelle file delle Wilde Tijgers è durata due stagioni e mezzo, durante le quali Nordstrand ha totalizzato 68 presenze e 13 reti. Il 29 dicembre 2014 è stato ufficializzato il suo trasferimento all'Aarhus. Il 28 gennaio 2016 si è trasferito in Australia, al Newcastle Jets. Dopo una stagione e mezzo in Australia, il 3 giugno 2017 è passato al Fremad Amager, con cui ha concluso la propria carriera da calciatore nel 2018.

#### Nazionale
Ha debuttato in Nazionale il 20 gennaio 2007, nell'amichevole Stati Uniti-Danimarca (3-1), subentrando a Chris Sørensen al minuto 68. Ha segnato la prima rete con la Nazionale il 27 gennaio 2007, nell'amichevole Honduras-Danimarca (1-1), segnando al minuto 79 il gol del momentaneo 0-1. È sceso in campo, con la selezione danese, nelle qualificazioni agli Europei 2008 e nelle qualificazioni ai Mondiali 2010. Ha totalizzato, con la selezione danese, 11 presenze e 4 reti.

### Allenatore
Terminata la carriera da calciatore, il 4 giugno 2018 è diventato vice allenatore dell'Under-17 del Copenaghen. Il 28 luglio 2020 è stato spostato alla posizione di preparatore individuale degli attaccanti delle formazioni Under-13 e Under-17. Nella stagione 2023-2024 ha assunto lo stesso ruolo nella formazione Under-19.

## Statistiche

### Presenze e reti nei club
| Stagione                     | Squadra                      | Campionato                   | Campionato | Campionato | Coppe nazionali | Coppe nazionali | Coppe nazionali | Coppe continentali | Coppe continentali | Coppe continentali | Altre coppe | Altre coppe | Altre coppe | Totale | Totale | Totale |
| Stagione                     | Squadra                      | Comp                         | Pres       | Reti       | Comp            | Pres            | Reti            | Comp               | Pres               | Reti               | Comp        | Pres        | Reti        | Pres   | Reti   |        |
| ---------------------------- | ---------------------------- | ---------------------------- | ---------- | ---------- | --------------- | --------------- | --------------- | ------------------ | ------------------ | ------------------ | ----------- | ----------- | ----------- | ------ | ------ | ------ |
| 2001-2002                    | Lyngby                       | SL                           | 3          | 0          | DBUS            | ?               | ?               | -                  | -                  | -                  | -           | -           | -           | 3+     | 0+     |        |
| 2002-2003                    | Lyngby                       | 3D                           | 23         | 19         | DBUS            | ?               | ?               | -                  | -                  | -                  | -           | -           | -           | 23+    | 19+    |        |
| 2003-2004                    | Lyngby                       | 2D                           | 9          | 3          | DBUS            | ?               | ?               | -                  | -                  | -                  | -           | -           | -           | 9+     | 3+     |        |
| 2004-2005                    | Lyngby                       | 2D                           | 29         | 22         | DBUS            | ?               | ?               | -                  | -                  | -                  | -           | -           | -           | 29+    | 22+    |        |
| 2005-2006                    | Lyngby                       | 1D                           | 29         | 29         | DBUS            | ?               | ?               | -                  | -                  | -                  | -           | -           | -           | 29+    | 29+    |        |
| Totale Lyngby                | Totale Lyngby                | Totale Lyngby                | 93         | 73         |                 | ?               | ?               |                    | -                  | -                  |             | -           | -           | 93+    | 73+    |        |
| 2006-2007                    | Nordsjælland                 | SL                           | 33         | 19         | DBUS            | ?               | ?               | -                  | -                  | -                  | -           | -           | -           | 33+    | 19+    |        |
| 2007-2008                    | Copenaghen                   | SL                           | 29         | 9          | DBUS            | 1               | 0               | UCL+UEFA           | 3+5                | 0+1                | -           | -           | -           | 38     | 10     |        |
| 2008-2009                    | Copenaghen                   | SL                           | 29         | 16         | DBUS            | 4               | 1               | UEFA               | 9                  | 3                  | -           | -           | -           | 42     | 20     |        |
| giu.-ago. 2009               | Copenaghen                   | SL                           | 5          | 2          | DBUS            | 0               | 0               | UCL+UEL            | 6+0                | 2+0                | -           | -           | -           | 11     | 4      |        |
| Totale Copenaghen            | Totale Copenaghen            | Totale Copenaghen            | 63         | 27         |                 | 5               | 1               |                    | 23                 | 6                  |             | -           | -           | 91     | 34     |        |
| ago. 2009-2010               | Groningen                    | E                            | 12         | 2          | KNVBB           | 2               | 0               | -                  | -                  | -                  | -           | -           | -           | 14     | 2      |        |
| 2010-gen. 2011               | Copenaghen                   | SL                           | 4          | 1          | DBUS            | 1               | 0               | UCL                | 0                  | 0                  | -           | -           | -           | 5      | 1      |        |
| gen.-giu. 2011               | Nordsjælland                 | SL                           | 9          | 1          | DBUS            | 1               | 0               | UEL                | 0                  | 0                  | -           | -           | -           | 10     | 1      |        |
| 2011-2012                    | Copenaghen                   | SL                           | 19         | 3          | DBUS            | 4               | 0               | UCL+UEL            | 3+4                | 0+1                | -           | -           | -           | 30     | 4      |        |
| 2012-2013                    | Nordsjælland                 | SL                           | 22         | 7          | DBUS            | 0               | 0               | UCL                | 5                  | 1                  | -           | -           | -           | 27     | 8      |        |
| 2013-2014                    | Nordsjælland                 | SL                           | 21         | 3          | DBUS            | 3               | 1               | UCL+UEL            | 2+2                | 0+1                | -           | -           | -           | 28     | 5      |        |
| 2014-gen. 2015               | Nordsjælland                 | SL                           | 13         | 0          | DBUS            | 0               | 0               | -                  | -                  | -                  | -           | -           | -           | 13     | 0      |        |
| Totale Nordsjælland          | Totale Nordsjælland          | Totale Nordsjælland          | 56         | 10         |                 | 3               | 1               |                    | 9                  | 2                  |             | -           | -           | 68     | 13     |        |
| gen.-giu. 2015               | Aarhus                       | 1D                           | 14         | 2          | DBUS            | 0               | 0               | -                  | -                  | -                  | -           | -           | -           | 14     | 2      |        |
| 2015-gen. 2016               | Aarhus                       | SL                           | 10         | 1          | DBUS            | 3               | 1               | -                  | -                  | -                  | -           | -           | -           | 13     | 2      |        |
| Totale Aarhus                | Totale Aarhus                | Totale Aarhus                | 24         | 3          |                 | 3               | 1               |                    | -                  | -                  |             | -           | -           | 27     | 4      |        |
| gen.-giu. 2016               | Newcastle Jets               | A                            | 11         | 4          | -               | -               | -               | -                  | -                  | -                  | -           | -           | -           | 11     | 4      |        |
| 2016-2017                    | Newcastle Jets               | A                            | 23         | 3          | -               | -               | -               | -                  | -                  | -                  | -           | -           | -           | 23     | 3      |        |
| Totale Newcastle United Jets | Totale Newcastle United Jets | Totale Newcastle United Jets | 34         | 7          |                 | -               | -               |                    | -                  | -                  |             | -           | -           | 34     | 7      |        |
| 2017-2018                    | Fremad Amager                | 1D                           | 29         | 4          | DBUS            | 2               | 4               | -                  | -                  | -                  | -           | -           | -           | 31     | 8      |        |
| Totale carriera              | Totale carriera              | Totale carriera              | 376        | 150        |                 | 21+             | 7+              |                    | 39                 | 9                  |             | -           | -           | 436+   | 166+   |        |

### Cronologia presenze e reti in nazionale
| Cronologia completa delle presenze e delle reti in nazionale ― Danimarca | Cronologia completa delle presenze e delle reti in nazionale ― Danimarca | Cronologia completa delle presenze e delle reti in nazionale ― Danimarca | Cronologia completa delle presenze e delle reti in nazionale ― Danimarca | Cronologia completa delle presenze e delle reti in nazionale ― Danimarca | Cronologia completa delle presenze e delle reti in nazionale ― Danimarca | Cronologia completa delle presenze e delle reti in nazionale ― Danimarca | Cronologia completa delle presenze e delle reti in nazionale ― Danimarca |
| Data                                                                     | Città                                                                    | In casa                                                                  | Risultato                                                                | Ospiti                                                                   | Competizione                                                             | Reti                                                                     | Note                                                                     |
| ------------------------------------------------------------------------ | ------------------------------------------------------------------------ | ------------------------------------------------------------------------ | ------------------------------------------------------------------------ | ------------------------------------------------------------------------ | ------------------------------------------------------------------------ | ------------------------------------------------------------------------ | ------------------------------------------------------------------------ |
| 20-1-2007                                                                | Carson                                                                   | Stati Uniti                                                              | 3 – 1                                                                    | Danimarca                                                                | Amichevole                                                               | -                                                                        | 68’                                                                      |
| 24-1-2007                                                                | San Salvador                                                             | El Salvador                                                              | 1 – 0                                                                    | Danimarca                                                                | Amichevole                                                               | -                                                                        |                                                                          |
| 27-1-2007                                                                | Tegucigalpa                                                              | Honduras                                                                 | 1 – 1                                                                    | Danimarca                                                                | Amichevole                                                               | 1                                                                        | 85’                                                                      |
| 6-2-2007                                                                 | Londra                                                                   | Danimarca                                                                | 3 – 1                                                                    | Australia                                                                | Amichevole                                                               | -                                                                        | 84’                                                                      |
| 22-8-2007                                                                | Århus                                                                    | Danimarca                                                                | 0 – 4                                                                    | Irlanda                                                                  | Amichevole                                                               | -                                                                        | 59’                                                                      |
| 12-9-2007                                                                | Århus                                                                    | Danimarca                                                                | 4 – 0                                                                    | Liechtenstein                                                            | Qual. Euro 2008                                                          | 2                                                                        |                                                                          |
| 1-6-2008                                                                 | Chorzów                                                                  | Polonia                                                                  | 1 – 1                                                                    | Danimarca                                                                | Amichevole                                                               | -                                                                        | 46’                                                                      |
| 11-10-2008                                                               | Copenaghen                                                               | Danimarca                                                                | 3 – 0                                                                    | Malta                                                                    | Qual. Mondiali 2010                                                      | -                                                                        |                                                                          |
| 19-11-2008                                                               | Copenaghen                                                               | Danimarca                                                                | 0 – 1                                                                    | Galles                                                                   | Amichevole                                                               | -                                                                        | 46’                                                                      |
| 11-2-2009                                                                | Atene                                                                    | Grecia                                                                   | 1 – 1                                                                    | Danimarca                                                                | Amichevole                                                               | -                                                                        | 60’                                                                      |
| 28-3-2009                                                                | Ta' Qali                                                                 | Malta                                                                    | 0 – 3                                                                    | Danimarca                                                                | Qual. Mondiali 2010                                                      | 1                                                                        | 82’                                                                      |
| Totale                                                                   |                                                                          | Presenze                                                                 | 11                                                                       |                                                                          | Reti                                                                     | 4                                                                        |                                                                          |

## Palmarès

### Giocatore

#### Club

##### Competizioni nazionali
- Campionato danese: 3

Copenaghen: 2008-2009, 2009-2010, 2010-2011
- Coppe di Danimarca: 3

Copenhagen: 2008-2009, 2011-2012
Nordsjælland: 2010-2011

#### Individuale
- Capocannoniere della Superligaen: 1

2008-2009 (16 gol)
- Capocannoniere della 1. Division: 1

2005-2006 (29 gol)
- Capocannoniere della 2. Division: 1

2004-2005 (22 gol)